# Witek Łukaszewski
Witek Łukaszewski, właśc. Witold Adam Łukaszewski (ur. 30 listopada 1956 w Szczecinie) – polski gitarzysta klasyczny, elektryczny i basowy, wokalista, kompozytor i autor tekstów, poeta oraz pisarz.

## Życiorys
Jest założycielem i liderem kilku grup muzycznych, m.in.: zespołu Acid Flamenco założonego w 1994 roku, uważanego za pierwszy polski zespół wykonujący muzykę flamenco & rock, Red Pink - wykonującego mieszankę rocka i bluesa,GrandPiano – formacji łączącej brzmienia rocka, flamenco, muzyki klasycznej oraz poezji śpiewanej oraz Morrison Tres - trio grającego rock progresywny i jazz z elementami muzyki etnicznej.
Trzykrotnie, w latach 1995-1997, został wybrany najlepszym gitarzystą flamenco w Polsce, według rankingu prestiżowego periodyku branżowego „Gitara i Bas”. W latach 1984–2001 organizował legendarny Międzynarodowy Festiwal Gitary w Kościanie. Jest uważany za prekursora gatunku flamenco & rock w Polsce.  
W 2007 roku zadebiutował jako pisarz, wydając fabularyzowaną książkę o Led Zeppelin - Schodami do nieba. Led Zeppelin story. Dwa lata później wydał pierwszy tomik poezji wraz z płytą: Cafe Poema. Kolejne jego powieści to: Dialogi: Jimi Hendrix & Niccolo Paganini oraz Dialogi(2): Jim Morrison & Pablo Picasso (rok wydania: 2013 i 2016). 
Występował trzykrotnie na Przystanku Woodstock ze specjalnymi programami: Magia Flamenco (2007), Norwid nasz codzienny (2008) oraz Fortepian Chopina (2010). Z projektem "Fortepian Chopina" wystąpił również na gali wręczenia nagród Fryderyki (2010) wraz z recytującym tytułowy poemat Cypriana K. Norwida Krzysztofem Kolbergerem.
Współpracował i współpracuje z szeregiem najlepszych i najbardziej znanych muzyków w Polsce i Europie, m.in. z Józefem Skrzekiem i SBB, Apostolisem Anthimosem (SBB), Tomaszem "Szakalem" Szukalskim, Jurkiem Styczyńskim (Dżem), Andrzejem Przybielskim (Grupa Niemen), Wojtkiem Hoffmannem (Turbo), Markiem Radulim (Budka Suflera), Samborem Dudzińskim oraz Christophem Titzem Jego wiersze recytowali: Andrzej Seweryn i Olgierd Łukaszewicz. Jest także autorem muzyki i tekstów większości utworów z płyty Maryli Rodowicz Ach, świecie… (Złota Płyta 2018).
Wydał 15 płyt, w tym najbardziej znane: DO (1997), promowana singlem „Nieba skrawek daj mi”, Nie jest źle (2015), zawierająca przeboje: „Przy stole siądź”, „Las”, Nie jest źle”, nagrane także przez Marylę Rodowicz na płycie Ach, świecie… (2018) oraz 12 Godzin (2020) - wyrafinowany rockowy concept album będący współczesną historią uwikłania w manipulację koncernów i mediów, utraconej miłości i osobistej przemiany “mężczyzny po przejściach”, stanowiący hołd dla grupy Pink Floyd.
W roku 2024 wydał cykl książek "Jak ograłem PRL", którego bohater Franek jest alter ego autora. 

## Wybrane publikacje
- Schodami do nieba. Led Zeppelin Story (2007, ISBN 978-83-60157-32-9)
- Cafe Poema (2009)
- Jimy Hendrix & Niccolo Paganini. Dialogi (2013, ISBN 978-83-60157-73-2)
- Jim Morrison & Pablo Picasso. Dialogi 2 (2016)
- Jak ograłem PRL. Na rowerze (tom 1) (2024, ISBN 978-83-67813-50-1)
- Jak ograłem PRL. Z gitarą (tom 2) (2024, ISBN 978-83-67813-56-3)
- Jak ograłem PRL. Na scenie (tom 3) (2024, ISBN 978-83-67813-59-4)

## Dyskografia

### Z Acid Flamenco
- Acid Flamenco (1995)
- Magia flamenco (2006)

### Z Red Pink
- Red Pink (1997)
- DO (1997)
- Tak wiele miłości (2002)
- Live in Toscana (2006)

### Z Grand Piano
- Nie jest źle (2015)[7]
- 13 utworów na gitarę i kobietę (2016 - wznowienie płyty z 2004)
- Live in Linie (2017)

### Solo
- 13 utworów na gitarę i kobietę (2004)
- Undertow (2005)
- Cafe Poema (2009)
- Norwid nasz codzienny (2010)
- Spokojnie tak (2018)
- Płyta z Muzyką i Tekstem (2020)
- 12 Godzin (2020)